# Anders Andersson i Valla-Sörgården
Anders Andersson (i riksdagen kallad Andersson i Valla-Sörgården), född 7 november 1786 i Fägre församling, Skaraborgs län, död där 8 december 1871, var en svensk hemmansägare, gästgivare och riksdagsman i bondeståndet.
Redan vid sin första riksdag 1834–1835 insattes han i statsutskottet, och tillhörde därefter växelvis detta samt konstitutionsutskottet. Han var vice talman i sitt stånd vid riksdagen 1858–1859.
Andersson stod i den liberala oppositionens främsta led och var särskilt en varm vän av den allmänna representationsrätten. Med en sparsamhetsiver, som ibland gick till överdrift, kämpade han mot alla "onödiga anslag", men var dock bland annat i järnvägsfrågan en av de första som insåg behovet av förbättrade kommunikationer. Han arbetade för folkundervisningens höjande, för inrättande av fattigvård och skatteförenkling med mera.

## I riksdagen
Andersson företrädde Vadsbo härad av Skaraborgs län vid riksdagarna 1834–1835, 1840–1841, 1844–1845, 1847–1848, 1850–1851, 1853–1854 och 1856–1858.
Vid urtima riksdagen 1834–1835 var han ledamot i statsutskottet och suppleant i både förstärkta konstitutionsutskottet och förstärkta lagutskottet. 
Under 1840–1841 års riksdag var han fiskal inom bondeståndet, elektor för ståndets utskottsval, ledamot i statsutskottet och i opinionsnämnden samt i förstärkta konstitutionsutskottet. Han var även statsrevidor under denna riksdag.
Vid den urtima riksdagen 1844–1845 var han ordningsman inom bondeståndet, elektor för ståndets utskottsval och ledamot i konstitutionsutskottet ur vilket han avgick. Han var även suppleant i förstärkta statsutskottet.
Åren 1847–1848 var han ordförande i talmansdeputationen, ordningsman inom bondeståndet och elektor för ståndets utskottsval. Han var ledamot i statsutskottet, i opinionsnämnden och i förstärkta konstitutionsutskottet.
Även vid 1850–1851 års riksdag var han ordningsman inom bondeståndet och elektor för ståndets utskottsval. Han var även ledamot i konstitutionsutskottet och i förstärkta expeditionsutskottet.
Vid 1853–1854 års riksdag var han ordningsman inom bondeståndet och elektor för ståndets utskottsval. Han var ledamot i konstitutionsutskottet och i hemliga utskottet, fullmäktig i riksgäldskontoret och ledamot i förstärkta bankoutskottet samt även tillfällig ledamot i särskilda utskottet.
Som riksdagsman åren 1856–1858 var han ordningsman i bondeståndets klubb, bondeståndets vice talman och elektor för ståndets utskottsval. Han var ledamot i konstitutionsutskottet, fullmäktig i riksgäldskontoret och elektor för val av justitieombudsman och ledamot i förstärkta lagutskottet.